# Arturo Alessandri Besa

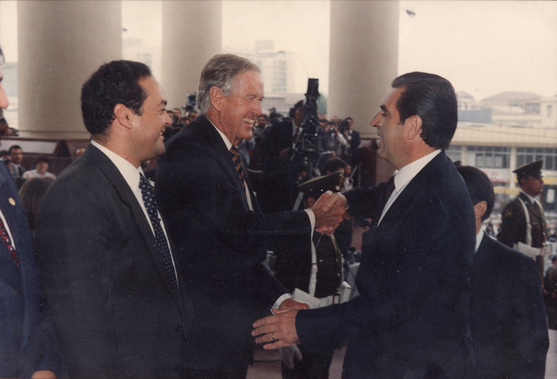
Alessandri saluda a Eduardo Frei Ruiz-Tagle, su principal rival en la elección presidencial de 1993

Arturo Alessandri Besa (Santiago, 31 de octubre de 1923-Santiago, 13 de julio de 2022) fue un abogado y político chileno. Ejerció como diputado (1973) y senador (1990-1998) por la Región de Antofagasta. En la elección presidencial de 1993 fue candidato independiente representando a la Unión por el Progreso de Chile, coalición política de centroderecha.

## Biografía

### Vida familiar y estudios
Hijo de Arturo Alessandri Rodríguez y Raquel Besa Montt. Es miembro de la Familia Alessandri, que ha dado destacados políticos y profesionales de distintos ámbitos en la historia de Chile; es nieto del presidente Arturo Alessandri Palma y sobrino del presidente Jorge Alessandri Rodríguez. 
Sus estudios secundarios los realizó en The Grange School y posteriormente estudió en la Facultad de Derecho de la Universidad de Chile, de donde se graduó en julio de 1949. Su memoria versó sobre La Nulidad y la Rescición en el Derecho Civil Chileno. Se casó con Nancy Cohn Montealegre, de ascendencia judía, con la cual tuvo cuatro hijos: Patricia, Arturo, Magdalena y Francisca.

### Carrera política

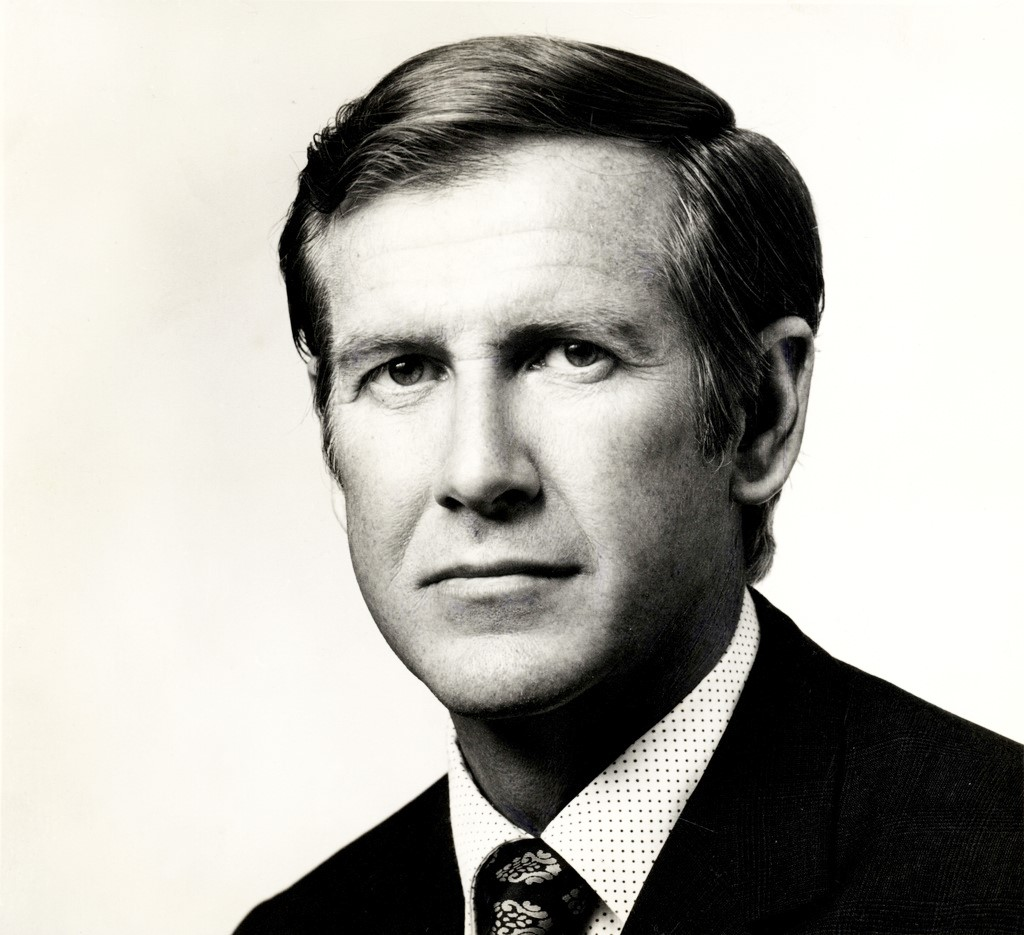
Retrato de Alessandri en los años 1970

Se inició en actividades políticas en 1972, cuando se incorporó al Partido Nacional, siendo elegido en las elecciones del año siguiente diputado por la agrupación departamental de Antofagasta, Tocopilla, El Loa y Taltal, para el periodo 1973-1977, que no completó debido al golpe de Estado de 1973.
En 1989 resultó elegido senador por la región de Antofagasta, como candidato independiente, apoyado por la derecha. Durante este período integró la Comisión Permanente de Relaciones Exteriores y fue senador reemplazante en la Comisión Permanente de Minería, la que integró en la segunda etapa de su trabajo parlamentario y también la presidió. Participó en la discusión y promulgación de la Ley de Propiedad Industrial, que comenzó a regir en 1991. Presentó también, un proyecto de ley sobre protección de variedades de plantas, que más tarde se transformó en la Ley N.°19.342.
La imposibilidad de Renovación Nacional para llevar un candidato a las elecciones presidenciales de 1993, hizo que la Unión Demócrata Independiente levantara su nombre como candidato de la Unión por el Progreso de Chile. Obtuvo el 24,41% de los votos, siendo derrotado por Eduardo Frei Ruiz-Tagle que obtuvo el 57,98% de los votos, producto de un período previo de gran expansión económica y de la propia ineptitud de Alessandri durante el periodo de campaña.

### Empresario
En 1976 fue nombrado vicepresidente de la Asociación Interamericana de la Propiedad Industrial (ASIPI), hasta 1979. Fue miembro del Consejo de la Federación Internacional de Propiedad Industrial (FICPI); de la Asociación Chilena de Propiedad Industrial (ACHIPI); de la Asociación Internacional de Marcas (INTA); de la Asociación Estadounidense de Abogados de Propiedad Intelectual (AIPLA, por sus siglas en inglés), y de la United States Trademark Association (USTA); ejerciendo, además, el cargo de Gerente de la Sociedad Agrícola El Budi. 
Tras dedicarse por casi una década a la labor empresarial privada durante el régimen militar, en 1983 el mandato del general Augusto Pinochet Ugarte le nombró cónsul honorario de Chile en Singapur.

## Historial electoral

### Elecciones parlamentarias de 1973
- Diputado por la 2.ª Agrupación Departamental (Antofagasta, Tocopilla, El Loa y Taltal).

### Elecciones parlamentarias de 1989
- Elecciones Parlamentarias de 1989 a Senador por la Circunscripción 2 (Antofagasta).[3]

## Otras actividades
Entre otras actividades, fue socio fundador y presidente del Club de Amigos de la Ópera; asesor de la Corporación Cultural de la Municipalidad de Santiago y vicepresidente del Teatro Municipal. También fue director de la Compañía de Seguros Sud América; de Emi Odeón; Turismo Extraservice Ltda.; e Industrias de Maíz, entre otras cosas. 
Era socio del Bufete Alessandri y Compañía Abogados. Fue especialista en el área de protección a las patentes de invención, modelos de utilidad y diseños industriales.